# جوزف لین
جوزف "جین" لین (به انگلیسی: Joseph "Joe" Lane) سناتور سابق عضو حزب دموکرات ایالات متحده آمریکا بود. وی در سال ۱۸۵۹ تا ۱۸۶۱ میلادی سناتور ایالت اورگن در سنای ایالات متحده آمریکا بود.